# تقطير إتلافي

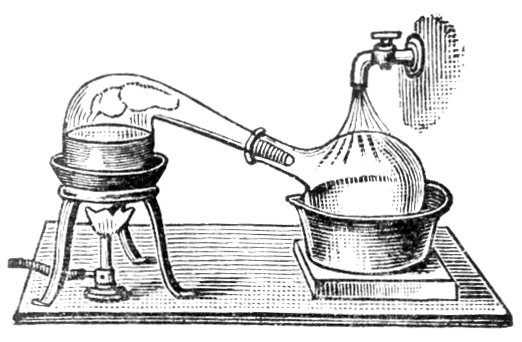

التقطير الإتلافي عملية تحلل حراري تجري في جهاز التقطير (المعوجة) لتسمح بتجميع المركبات المتطايرة. وقد أدت هذه العملية إلى اكتشاف العديد من المركبات الكيميائية قبل التمكن من اصطناعها لاحقًا. والتقطير الإتلافي ليست عملية أساسية كعملية تقطير حقيقية، ولكنها تفاعل كيميائي. فهو تفاعل إرجاعي قوي، يؤدي إلى تكسير الجزيئات إلى عناصر بحجم أصغر، ومتطايرة بشكل أكبر.
وكمثال تاريخي معتبر عن التقطير الإتلافي يمكننا ذكر تقطير القار. وخشب الصنوبر، الغني بالتيربين، تسخن في حاوية في جو خال من الهواء مما يسبب تحلل المواد. والنتائج الثانوية هي زيت التربنتين والفحم النباتي. وما تزال هذه العملية تستخدم في الدول الإسكندنافية لصنع القار. المواد المتطايرة من زفت قطران الفحم (Coal tar pitch volatiles) (CTPV) هي نتيجة التقطير الإتلافي للفحم الحمّري (bituminous coal). وتحتوي هذه المواد المتطايرة غالبًا على هيدروكربون عطري متعدد الحلقات، التي تتسامى بسهولة وهي عوامل مسرطنة.
وكأمثلة أخرى عن المواد التي شاع استخدام التقطير الإتلافي لاستخراج المواد الكيميائية والمواد الأخرى منها:
- الخشب لإعطاء الميثانول، والتيربين.
- التفحيم أو التكويك يشير إلى تحول الفحم أو الزيت الثقيل إلى فحم الكوك، وعادة عند درجات حرارة تقارب الألف درجة.
- الفحم الحجري لإعطاء غاز الاستصباح والقطران.